# Adolf Melezínek
Adolf Melezínek (3. října 1932, Vídeň – 23. listopadu 2015) byl rakousko-český elektroinženýr a pedagog, zakladatel inženýrské pedagogiky a autor odborných středoškolských učebnic z oboru elektrotechniky, radiotechniky a teorie vzdělávání.

## Životopis
Adolf Melezínek se narodil 3. října 1932 ve Vídni do rodiny rakouského Čecha, který pracoval jako železničář. Po druhé světové válce se rodina vrátila do Prahy, kde Adolf v roce 1952 odmaturoval na střední průmyslové škole. Poté nastoupil na Fakultu elektrotechnickou ČVUT, kde získal roku 1957 titul diplomovaného inženýra v oboru vysokofrekvenční elektrotechniky. Později přešel na Ústav rozvoje vysokých škol při ČVUT. V roce 1968 mu byl uznán titul kandidát pedagogických věd. Doktorské studium ukončil roku 1969 disertační prací na téma „Konstrukční teorie a výuka komunikačního inženýrství“.
Po okupaci vojsky varšavské smlouvy roku 1968 se nemohl vyrovnat s projevy normalizace a vrátil se zpět do Vídně. Zde pracoval nějakou dobu u firmy Siemens, avšak již v létě roku 1971 byl jmenován řádným profesorem na nově vzniklé Univerzitě v Klagenfurtu. Založil zde Klagenfurtskou školu inženýrské pedagogiky (německy Die Klagenfurter Ingenieurpädagogische Schule) a byl jeho ředitelem po několik let. Roku 1972 založil organizaci IGIP (International Society for Engineering Pedagogy) a stal se jejím prvním prezidentem.
Po sametové revoluci se vrátil do Prahy a pro země bývalého východního bloku pořádal přednášky „Inženýrské osnovy při přechodu od plánovaného hospodářství k tržní ekonomice“. Též pomáhal českým vysokým školám navazovat kontakty s západními univerzitami. Od roku 1989 byl členem vědecké rady Vysokého učení technického v Praze a později i členem vědecké rady Technické univerzity v Liberci. V letech 1992 až 2000 byl členem Akreditační komise vlády České republiky.
Adolf Melezínek zemřel 23. listopadu 2015 a je pohřben v Klagenfurtu.

## Dílo
Adolf Melezínek je autorem mnoha odborných středoškolských učebnic z oboru elektrotechniky. Jen v letech 1955 až 1970 mu vyšlo patnáct knih z oboru elektronika a z metodiky výuky technických předmětů.